# Йшла дорогою людина
«Йшла дорогою людина» (груз. გზაზე ერთი კაცი მიდიოდა) — роман Отара Чиладзе, надрукований 1973 року грузинською мовою, один із найхарактерніших і популярних творів напрямку магічного реалізму.
Роман описує пригоди героїв давньогрецької міфології, що алегорично зображають наслідки анексії Грузії Росією та СРСР.

## Персонажі роману
- Еет — у давньогрецькій міфології цар Колхіди[2], син Геліоса і Персеїди (Перси)[3] (або Геліоса і Антіопи[4]), брат Пасіфаї і Кірки.
- Медея — в давньогрецькій міфології колхідська царівна, чарівниця і кохана аргонавта Ясона.
- Апсірт — у давньогрецькій міфології[5] — син Еета та Ідії (або Еета та Астеродеї[it][6], у Софокла — Еета і Неери[en]), зведений брат Медеї.
- Ясон — у давньогрецькій міфології[7] син царя Іолка Есона і Полімеди[en] (або Алкімеди[8]).
- Мінос — легендарний цар Кноссу, що на острові Крит.[9] Син Зевса і Європи,[10] чоловік дочки Геліоса Пасіфаї, батько Аріадни, Федри та інших дітей.
- Дедал — персонаж давньогрецької міфології,[11] видатний художник і інженер, якого вважали винахідником різних інструментів, а також будівником лабіринту на острові Крит. Божество Дедал згадується в мікенських текстах[12]: da-da-re-jo-de («для святилища Дедала»"[13].
- Ікар — у давньогрецькій міфології[14] син Дедала і рабині Навкрати, відомий своєю незвичайною смертю. За сюжетом легенди про Дедала і Ікара створено багато творів.

## Сюжет
Перша частина. Цар Еет, правитель Колхіди (територія сучасної Грузії), виховує Фрікса, що втік із батьківщини на золоторунному крилатому барані. Фрікс почувається чужим у Колхіді, обтяжений боргом перед людьми, які прихистили його та виростили. Ясон і аргонавти вирушають на пошуки золотого руна. Медея, дочка Еета, допомагає Ясону. Вона присипляє свого батька й тікає з Ясоном і руном.
Друга частина. Воїн Ухейро, що був на службі в Еета, зламав ногу в битві. Його дружина Марехі помирає під час пологів, а 10-річна донька  Попіна доглядає за батьком і новонародженим братом Фарнаозом. Ухейро очікує своєї смерті і оскільки більше не може воювати, береться за вишивання. Він роздумує чи правильно прожив життя.
Його син Фарнаоз закохується в Іно, дочку Малало. Але в Попіни є син Попай, який росте без батька, що втік, дізнавшись про вагітність Попіни. Коли Попай виростає, він теж закохується в Іно. Суперництво між Фарнаозом і його племінником Попаєм дедалі зростає. Фарнаоз зрештою покидає Колхіду та оселяється на Криті.
Третя частина. Через 10 років Фарнаоз повертається до Колхіди. Він дізнається, що Іно ще не вийшла заміж, і суперництво між Фарнаозом і Попаєм продовжується. Фарнаоз одружується з подругою дитинства Тіною, але тільки для того, щоб мати прихисток. Незабаром у Тіни й Фарнаоза народжується син, якого називають Ухейро. Фарнаоз хоче покинути дружину, відчуваючи, що жодна жінка не замінить йому Іно.
Тим часом Дедал та Ікар, ув'язнені на Криті царем Міносом, планують втечу. Вони майструють крила, та Ікар ігнорує попередження батька і підлітає надто близько до сонця. Жар розплавляє віск, що скріплював пір'я, Ікар падає і море, де тоне.